# Маккиннон, Гэри
Гэ́ри Макки́ннон (англ. Gary McKinnon; родился 10 февраля 1966 года) — британский хакер, столкнувшийся в 2006 году с попыткой его экстрадиции в США по обвинению в «крупнейшем взломе военных компьютеров за всю историю», как заявил один из американских обвинителей. Маккиннон утверждал, что он искал доказательства сокрытия информации об НЛО, утаивания информации об альтернативных источниках энергии и о других технологиях, потенциально полезных для общества.
В 2012 году министр внутренних дел Великобритании Тереза Мэй запретила его экстрадицию, заявив, что директор Королевской прокурорской службы должен решить, следует ли привлечь его к уголовной ответственности в Великобритании В итоге было решено, что Маккиннона не следует привлекать к уголовной ответственности, так как достаточных доказательств для признания его виновным нет.

## Обвинения и дело об экстрадиции в США
Маккиннон родился в Глазго, крупнейшем городе Шотландии. Окончил среднюю школу Хайгейт-Вуд (англ. Highgate Wood) на севере Лондона. Работал системным администратором. Обвинялся в том, что в 1997 году взламывал военные компьютеры США, в 2000 и 2001 годах — компьютеры НАСА. Хакер использовал имя «Solo». Сети, во взломе которых он обвиняется, принадлежали Национальному управлению по воздухоплаванию и исследованию космического пространства, Министерству обороны, Армии, ВМС и ВВС США.
Источники в США утверждают, что он удалил критически важные файлы в операционной системе, что сделало невозможным использование более 2000 компьютеров в военном округе Вашингтона в течение суток, а также в удалении журналов регистрации оружия ВМС США. Заявлено, что стоимость выявления и устранения последствий этой атаки обошлось США в $ 800 000. Маккиннон отрицал факт нанесения ущерба, ссылаясь на то, что во время поиска материалов, связанных с НЛО, он получил доступ к одному компьютеру без паролей и сетевых экранов, где оставил множество записей, указывающих на уязвимости системы. Он был твердо убежден, что ущерб и финансовые потери, заявленные США, являются выдуманным финансовым основанием для его экстрадиции. Маккиннон допускал, что мог создать угрозу для одного компьютера, но отрицал остальные обвинения США, пока не будут предъявлены официальные доказательства.
В свою очередь власти США заявляли, что Маккиннон значительно преуменьшает значение своих собственных действий. Один из старших офицеров Пентагона заявил: 

«Политика США предполагает отражение таких атак как можно более жестким образом. В результате действий Маккиннона мы понесли достаточно серьёзный урон. Это был вредоносный инцидент. Он нанес серьёзный и целенаправленный урон военным компьютерам и компьютерам НАСА, и оставил нелепые и антиамериканские сообщения. Все доказательства указывают на то, что кто-то инсценировал серьёзную атаку на компьютерные системы США.»— Telegraph.co.uk
Маккиннон был выслежен и арестован согласно закону о компьютерном злоупотреблении британским Подразделением по борьбе с преступлениями в сфере высоких технологий. В Великобритании такие преступления не являются предметом экстрадиции и предусматривают максимальную ответственность в виде лишения свободы сроком на 6 месяцев. Позже, в течение этого же года, он был обвинен Правительством США. Маккиннон остался на свободе без каких-либо ограничений до июня 2005 года, так как, начиная с этого момента, он находился под контролем полиции и был обязан отмечаться в местном полицейском участке каждый вечер. Ему запрещалось выходить на улицу ночью и иметь компьютер с подключением к Интернету. Это были все меры, которые могли быть предприняты в Великобритании согласно законодательству, до тех пор, пока США не потребовало экстрадиции Маккиннона.
Полагали, что если Маккиннон будет выдан США и осужден, то ему грозит до 70 лет в тюрьме, причем есть обоснованный страх, что это будет тюрьма Гуантанамо. Он продолжал оспаривать возможность его экстрадиции и уверенно заявляет, что должен отвечать по законам Великобритании за все его сомнительные действия и преступления, а обвинения США голословны и безосновательны.
В июле 2006 года было принято решение об его экстрадиции в США. В феврале 2007 года адвокаты Маккиннона подали прошение о рассмотрении дела в высшей судебной инстанции в Лондоне, которое было отклонено 3 апреля. 30 июля апелляционный комитет Палаты лордов согласился выслушать адвокатов, и 17 июня 2008 года лорды-судьи приступили к слушанию дела. Суд, проходивший 30 июля 2008 года, постановил, что по решению лордов-судей, Гэри Маккиннон может быть экстрадирован в США. Ему было дано две недели на возможность оспорить это решение в Европейском суде по правам человека; также суд отложил исполнение приговора об экстрадиции ещё на две недели, давая время на обжалование приговора 28 августа, которое впоследствии было отменено.
Тогда стороной защиты было принято другое решение: оспорить решение об экстрадиции на основании наличия у Маккиннона синдрома Аспергера, который был диагностирован в августе 2008 психологом Саймоном Бароном-Коэном в Кембриджском университете. 31 июля 2009 года Маккиннону отказали в возможности пересмотра дела, а также в дальнейшем рассмотрении его в британских судах. 27 октября 2009 года Алан Джонсон, министр внутренних дел Великобритании, заявил, что дело не будет продолжено до полного рассмотрения медицинских улик, тем самым дав время команде Маккиннона на обращение в Европейский суд.
Разрешение на экстрадицию появилось 27 ноября 2009 года. В письме адвокату Маккиннона от 26 ноября было заявлено, что экстрадиция не нарушает права его клиента, и что Маккиннон должен быть немедленно экстрадирован в США. Основываясь на этом письме, Карен Тоднер (адвокат Маккиннона) заявила, что будет добиваться пересмотра решения Министерства внутренних дел Великобритании.
В 2012 году министр внутренних дел Великобритании Тереза Мэй запретила его экстрадицию, заявив, что директор Королевской прокурорской службы должен решить, следует ли привлечь его к уголовной ответственности в Великобритании В итоге было решено, что Маккиннона не следует привлекать к уголовной ответственности, так как достаточных доказательств для признания его виновным нет.

## Поддержка Маккиннона
В начале ноября 2008 года большинство членов Парламента подписало документ, согласно которому все судебные решения, относящиеся к заключению в тюрьму, навязанные судами США, должны осуществляться в тюрьмах Великобритании. Однако, 15 июля большинство из них проголосовало в Парламенте против пересмотра договора об экстрадиции.
В середине ноября рок-группа Marillion заявила, что готова принять участие в благотворительном концерте в поддержку борьбы Маккиннона против экстрадиции в США. Организатором планируемого мероприятия, дата которого ещё не объявлена, является Росс Хемсворф, однако, уже многие заявили о своей поддержке, включая Стинга, Бо́риса Джонсона (мэр Лондона) и многих других людей и сообществ. Все они считают, что если Маккиннона и будут судить, то это должен делать суд Великобритании.
В августе 2009 года шотландская газета The Herald написала, что шотландский предприниматель Люк Херон готов передать Маккиннону 100 000 фунтов стерлингов для покрытия судебных издержек в случае его экстрадиции в США.
В одной из следующих статей того же издания о поддержке Маккинона заявил Джозеф Ричард Гутхейнз, сотрудник НАСА в отставке. Также он является бывшим членом Комитета по надзору техасского уголовного правосудия по делам правонарушителей с медицинскими и умственными отклонениями. Он заявил, что Маккиннон не найдет правосудия в США. Он уверен, что заболевание Маккиннона не будет являться смягчающим обстоятельством в системе правосудия США.
Британский таблоид The Daily Mail начал кампанию против выдачи Маккиннона властям США.
В августе 2009 года член группы Pink Floyd Дэвид Гилмор выпустил онлайновый сингл Chicago — Change the World для привлечения внимания к судьбе Маккиннона. В исполнении переигранной песни Грэма Нэша «Chicago» участвовали Крисси Ханди и Боб Гелдоф, а также сам Маккиннон. Она была выпущена старым соавтором Pink Floyd Крисом Томасом при поддержке Грэма Нэша. Это видео также было размещено в Сети.

## Дополнительно
- Акт экстрадиции 2003 года
- Judgments — Mckinnon V Government of The United States of America and Another, United Kingdom Parliament, 30 July 2008, retrieved 2009-08-01 https://publications.parliament.uk/pa/ld200708/ldjudgmt/jd080730/mckinn-1.htm